# مترازة (حد الدرا)
مترازة هي إحدى مشيخات المملكة المغربية، تتبع جغرافيا لإقليم الصويرة وإداريًا لحد الدرا. يقدر عدد سكانها بـ 2026 نسمة حسب الإحصاء الرسمي للسكان والسكنى لسنة 2004.